# Aléxandros Svólos
Aléxandros Svólos, en grec moderne : Αλέξανδρος Σβώλος (1892 - février 1956) est un éminent juriste grec, qui a également été président du Comité politique de libération nationale, un gouvernement issu de la résistance pendant l'occupation de la Grèce par l'Axe. 

## Jeunesse
Aléxandros Svólos naît en 1892 à Kruševo, aujourd'hui en Macédoine du Nord, qui faisait alors partie de l'Empire ottoman. Il étudie le droit à Constantinople, en 1911-1912, puis à l'université d'Athènes. En 1915, il est nommé professeur à l'université.
Entre 1917 et 1920, il est à la tête de la direction du travail et de la politique sociale au ministère de l'économie nationale et contribue à faire adopter la législation ratifiant les conventions de la toute nouvelle Organisation internationale du travail. Par la suite, il est employé comme administrateur en chef à Brousse en Asie Mineure, alors occupée par l'armée grecque, jusqu'en 1922. Il épouse la féministe María Svólou, en 1923.
En 1929, il succède à son mentor, Nikólaos Sarípolos (el), au siège du droit constitutionnel à Athènes, poste qu'il conserve jusqu'en 1946. En raison de ses opinions politiques de gauche, il est démis de ses fonctions en 1935 et à nouveau sous le régime de Metaxás en 1936, où il est envoyé en exil intérieur dans diverses îles de la mer Égée. 

## Activité politique pendant et après la Seconde Guerre mondiale
Après l'invasion allemande, en avril 1941, la Grèce est occupée par l'Axe et divisée en zones allemande, italienne et bulgare. Svólos, à la tête d'un comité de Macédoniens et de Thraces, envoie des protestations répétées aux autorités allemandes pour dénoncer l'annexion ouverte du territoire grec par les Bulgares et les mauvais traitements infligés à la population grecque locale.
Entre-temps, le mouvement de la Résistance s'est développé et, au début de 1944, une grande partie de la Grèce continentale est libre, sous le contrôle de la Résistance. En mars, le mouvement de gauche EAM/ELAS met en place son propre gouvernement, le Comité politique de libération nationale (PEEA), qui rivalise à la fois avec le gouvernement collaborationniste d'Athènes et le gouvernement du roi en exil au Caire. En avril 1944, Svólos accepte d'en devenir le président, tandis qu'Evripídis Bakirtzís, son prédécesseur, en devient le vice-président.
À ce titre, Svólos participe à la Conférence du Liban, en mai 1944, où est décidée la mise en place d'un gouvernement d'union nationale sous la direction de Geórgios Papandréou. Toutefois, le PEEA continue à exercer son autorité en Grèce jusqu'à la libération, en octobre 1944, avec Svólos  à sa tête. Dans le gouvernement Papandréou, il occupe le portefeuille du ministère des finances, où ses mesures pour restaurer l'économie grecque le rendent impopulaire. Il finit par démissionner du gouvernement Papandréou avec les autres ministres de l'EAM, le 2 décembre, à l'approche de la Dekemvrianá. Après la défaite de l'EAM au Dekemvrianá, il est à nouveau démis de son poste d'enseignant à l'université.
Svólos devient ensuite président du petit parti socialiste ELD (el), jusqu'en 1953, date à laquelle il fusionne avec le parti démocratique (el), formant ainsi le parti démocratique des travailleurs, qu'il dirige également avec Geórgios Kartális jusqu'à sa mort en 1956. Il est élu au Parlement de Thessalonique en 1950 et en 1956, mais il meurt trois jours après cette dernière élection. 

## Carrière universitaire
Aléxandros Svólos est l'un des experts les plus éminents en matière de droit constitutionnel en Grèce. Il a de fortes opinions démocratiques et socialistes, ce qui le met souvent en porte-à-faux avec l'establishment grec de l'époque.
Son tout premier traité universitaire est sa thèse de doctorat, en 1915, où il examine le droit constitutionnel des travailleurs à former des syndicats. Son expertise en matière de travail est reconnue par sa nomination à la direction du travail du ministère de l'économie nationale. En 1928, il publie une étude sur la Constitution libérale grecque de 1927, intitulée « La nouvelle Constitution et les fondements du gouvernement », en mettant particulièrement l'accent sur son rôle social. En 1929, dans son discours d'acceptation de la chaire d'enseignement à l'université, il souligne la nécessité de protéger les minorités contre le puissant pouvoir exécutif. Ce discours est prononcé à une époque où même des politiciens autrefois libéraux, comme Elefthérios Venizélos, adoptaient de plus en plus de mesures pour contrôler le peuple, et surtout pour freiner l'influence croissante du Parti communiste de Grèce. Le dernier travail académique de Svólos est une étude, réalisée avec George Vlachos, de la Constitution grecque de 1952, publiée en deux volumes en 1954-1955.
En son honneur, une salle a été nommée à la faculté de droit de l'université d'Athènes. 